# Xyletobius carpenteri
Xyletobius carpenteri är en skalbaggsart som beskrevs av Perkins 1910. Xyletobius carpenteri ingår i släktet Xyletobius och familjen trägnagare. Inga underarter finns listade i Catalogue of Life.